# 由利聖子
由利 聖子（ゆり せいこ、1911年7月8日 - 1943年2月）は、日本の児童文学作家。本名、鈴木 富美子。

## 略歴
1929年（昭和4年）、東京府立第三高等女学校卒業。第三高女在学中から少女向け雑誌「少女の友」に投稿する。1932年（昭和7年）頃から同誌に短編を発表。また、ミス・マミコのペンネームで「少女画報」誌に作品を発表。
「少女の友」の姉妹誌「新女苑」では丘 文子のペンネームを使用した。

## 作品
〇長編作品
『モダン小公女』……「少女画報」1934年1月～12月連載
　新泉社　1935年　戦後版は偕成社1948年
『チビ君物語』……「少女の友」 1934年12月～ 1936年12月連載。単発あり。
　実業之日本社　正編1939年　続編1941年
　戦後版は東和社1948年　続編は『小さいお母さん』と改称。
『わんぱく大将』……「少女画報」1935年1月～12月　未刊行
『エンマ帖物語』……「少女画報」1936年1月～12月　未刊行
『オテンバ日記』……「少女画報」1937年1月～12月　未刊行
『仔猫ルイの報告書』……「少女の友」1937年1月～12月
　教材社　1940年　戦後版は新浪漫社浅田書店　1948年
『蚊トンボ先生』……「少女画報」1937年1月～6月　未刊行
『青空娘』……「少女画報」1937年7月～？　未刊行
『あまのじゃく合戦』……「少女の友」1938年1月～12月
　実業之日本社『少女三銃士』のタイトルで　1941年　戦後版は偕成社　1948年　
『次女日記』……「少女の友」1939年1月～12月
　東和社　1947年
『職場るぽるたぁじゅ』……「少女画報」1939年8月～1940年1月　未刊行
『小さい先生』……「少女の友」1940年1月～12月
　実業之日本社　1942年　戦後版は東和社　1949年
『女学生日記』……「少女画報」4月、6月～10月　未刊行
『我が家の合唱』……「少女倶楽部」昭和16年1～12月
　実業之日本社『ほがらか回覧板』の名で1941年、戦後版は新浪漫社浅田書店『ほがらか日記』1948年
『蕾物語』……「少女の友」1941年1月～12月
　実業之日本社　1942年のちゆまに書房より復刻
『3階の娘たち』……「少女画報」1941年8月～11月、1942年1～2月　未刊行